# 斯拉夫霍羅德 (蘇梅區)
斯拉夫霍羅德（烏克蘭語：Славгород）是位於烏克蘭東北部的村莊，由蘇梅州蘇梅區的克拉斯諾皮利亞市鎮負責管轄。該村處於波日尼亞河左岸，海拔高度129米，2001年人口917。